# Provinz Ciudad Real
Ciudad Real ist eine Provinz Spaniens in der Autonomen Region Kastilien-La Mancha. Sie hat auf einer Fläche von 19.813,16 km² nur 492.640 Einwohnern (Stand: 2024), von denen etwa ein Achtel in der Hauptstadt Ciudad Real leben. Insgesamt besteht die Provinz aus 102 Gemeinden (Municipios).

## Geografie
Die Provinz Ciudad Real liegt im Zentrum Spaniens und grenzt im Norden an die Provinz Toledo, im Nordosten an die Provinz Cuenca, im Osten an die Provinz Albacete, im Süden an die Provinzen Córdoba und Jaén und im Westen an die Provinz Badajoz.
Die Provinz ist im Norden durch das Hügelland der Montes de Toledo begrenzt und im Süden durch die Sierra Morena. Der Hauptteil der Provinz gehört zur Zentral-Meseta.
Der größte Teil gehört zur Comarca la Mancha und umfasst deren Untereinheiten Campo de Calatrava und Campo de Montiel.
Der wichtigste Fluss in der Provinz ist der Guadiana, der in den Lagunen von Ruidera im Osten der Provinz entsteht. Wichtige Zuflüsse in der Provinz sind der Cigüela, der Záncara und der Jabalón.
Das Klima der Provinz ist kontinental mit kalten Wintern und sehr warmen Sommern.
In der Provinz liegt der Ort Almadén, in dessen Nähe ursprünglich der Welt größte Zinnobervorkommen zu finden waren, die in der Mine von Almadén abgebaut wurden.

## Verwaltungsgliederung

### Comarcas

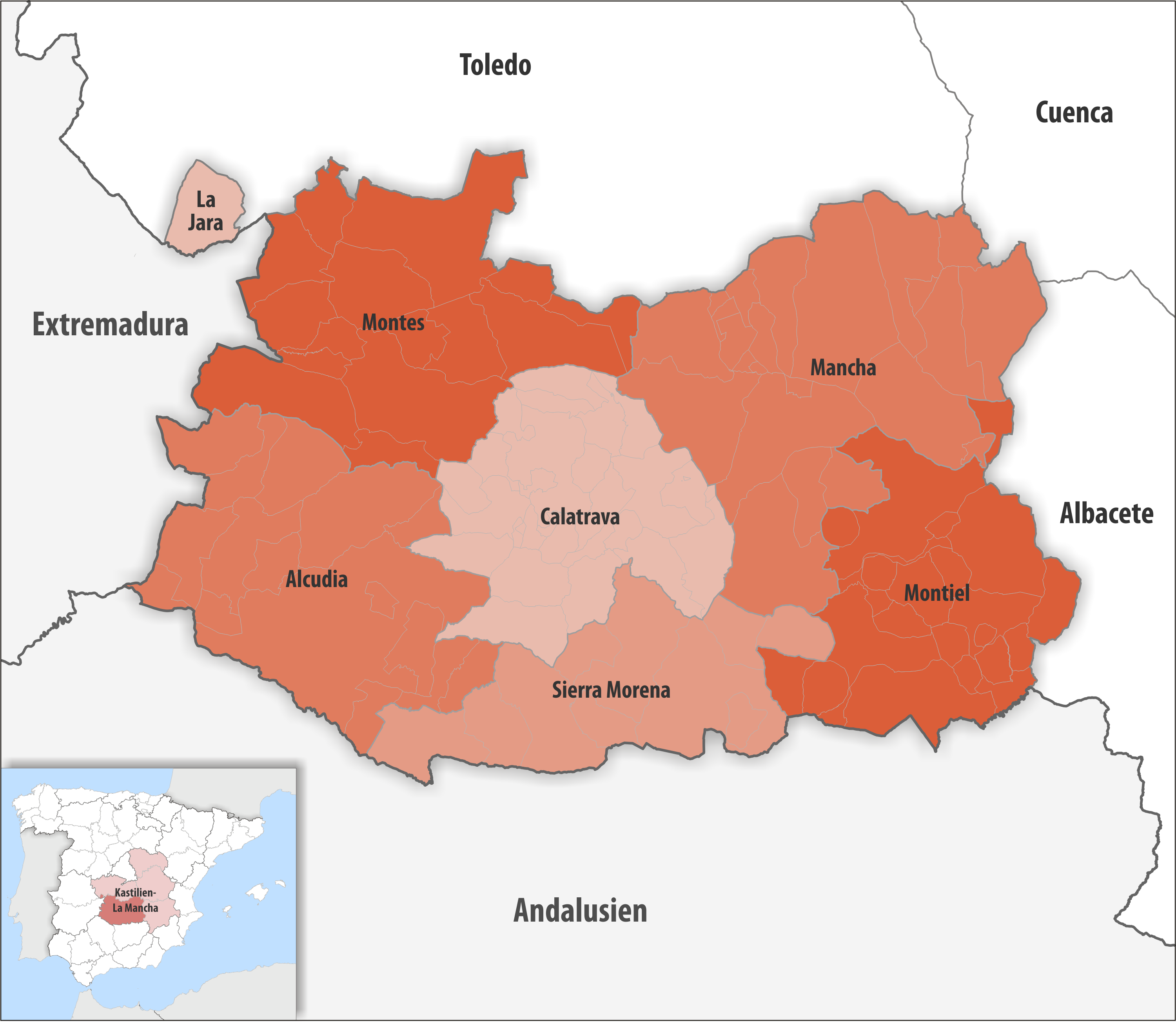
Comarcas in der Provinz Ciudad Real

| Comarca             | Gemeinden | Einwohner (2024) | Fläche km² | Dichte Einw./km² | Hauptort                   |
| ------------------- | --------- | ---------------- | ---------- | ---------------- | -------------------------- |
| Alcudia             | 14        | 19.845           | 3.496,27   | 6                | Almodóvar del Campo        |
| Calatrava           | 24        | 190.770          | 2.720,52   | 70               | Ciudad Real                |
| La Jara             | 1         | 274              | 231,05     | 0                | Los Navalmorales           |
| Mancha              | 20        | 219.588          | 4.579,46   | 48               | Tomelloso                  |
| Montes              | 15        | 25.400           | 3.651,58   | 7                | Malagón                    |
| Montiel             | 18        | 21.204           | 2.812,32   | 8                | Villanueva de los Infantes |
| Sierra Morena       | 10        | 15.559           | 2.321,96   | 7                | Santa Cruz de Mudela       |
| Provinz Ciudad Real | 102       | 492.640          | 19.813,16  | 25               | Ciudad Real                |

1. ↑   Nur die Gemeinde Anchuras, alle anderen Gemeinden gehören zur Provinz Toledo.

### Gerichtsbezirke

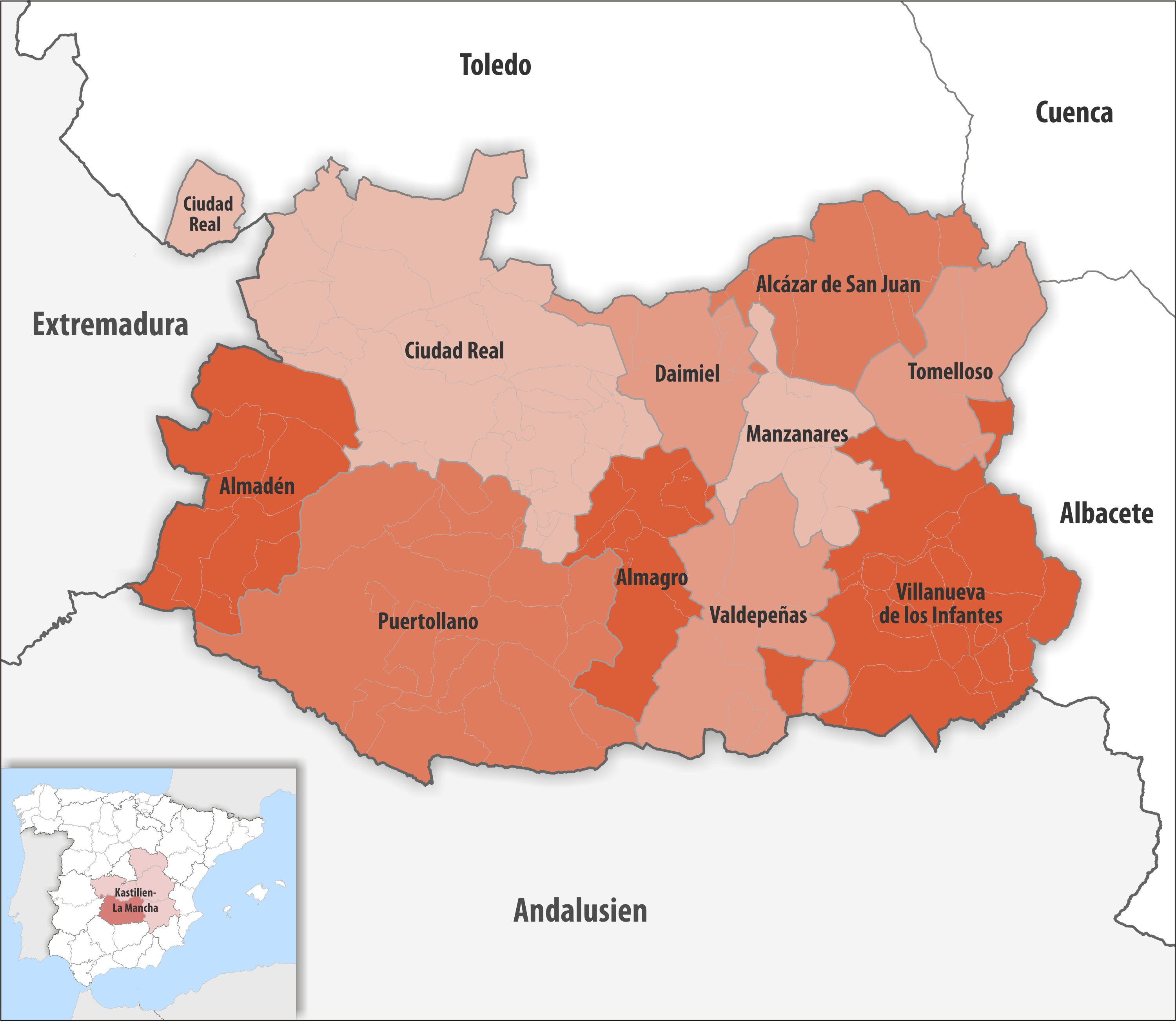
Gerichtsbezirke in der Provinz Ciudad Real

| Gerichtsbezirk             | Gemeinden | Einwohner (2024) | Fläche km² | Dichte Einw./km² | Hauptquartier              |
| -------------------------- | --------- | ---------------- | ---------- | ---------------- | -------------------------- |
| Alcázar de San Juan        | 6         | 61.822           | 1.383,28   | 45               | Alcázar de San Juan        |
| Almadén                    | 9         | 11.658           | 1.734,15   | 7                | Almadén                    |
| Almagro                    | 6         | 30.076           | 1.044,97   | 29               | Almagro                    |
| Ciudad Real                | 25        | 126.008          | 4.302,10   | 29               | Ciudad Real                |
| Daimiel                    | 5         | 31.894           | 936,85     | 34               | Daimiel                    |
| Manzanares                 | 6         | 43.235           | 896,68     | 48               | Manzanares                 |
| Puertollano                | 18        | 66.583           | 4.156,39   | 16               | Puertollano                |
| Tomelloso                  | 4         | 56.138           | 1.052,34   | 53               | Tomelloso                  |
| Valdepeñas                 | 7         | 46.855           | 1.647,46   | 28               | Valdepeñas                 |
| Villanueva de los Infantes | 16        | 18.371           | 2.658,94   | 7                | Villanueva de los Infantes |
| Provinz Ciudad Real        | 102       | 492.640          | 19.813,16  | 25               | Ciudad Real                |

## Größte Orte
(Stand: 2024)
| Gemeinde             | Einwohner |
| -------------------- | --------- |
| Ciudad Real          | 75.909    |
| Puertollano          | 45.195    |
| Tomelloso            | 36.523    |
| Alcázar de San Juan  | 31.382    |
| Valdepeñas           | 30.617    |
| Manzanares           | 17.745    |
| Daimiel              | 17.645    |
| Miguelturra          | 15.834    |
| La Solana            | 15.225    |
| Campo de Criptana    | 12.932    |
| Socuéllamos          | 12.157    |
| Bolaños de Calatrava | 12.067    |

Kleinste Gemeinde ist Villar del Pozo mit 47 Einwohnern.

## Infrastruktur und Verkehrsanbindung
Die Provinz wird von der Nationalstraße 4, die Madrid und Andalusien verbindet, von Norden (Puerto Lápice) nach Süden (Almuradiel) durchzogen. Der AVE-Schnellzug hält in Ciudad Real und Puertollano.